# Feerner Moor
Feerner Moor este o arie protejată (arie specială de conservare — SAC, sit de importanță comunitară — SCI) din Germania întinsă pe o suprafață de 179 ha, integral pe uscat.

## Localizare
Centrul sitului Feerner Moor este situat la coordonatele 53°32′17″N 9°30′25″E / 53.5381°N 9.5069°E.

## Înființare
Situl Feerner Moor a fost declarat sit de importanță comunitară în octombrie 1998 pentru a proteja 1 specie de animale. Situl a fost protejat și ca arie specială de conservare în februarie 2017.

## Biodiversitate
Situată în ecoregiunea atlantică, aria protejată conține 8 habitate naturale: Lacuri și iazuri distrofice naturale, Pajiști uscate europene, Turbării active, Mlaștini oligotrofe degradate, capabile încă de regenerare naturală, Mlaștini turboase de tranziție și turbării mișcătoare, Depresiuni pe substraturi de turbă de Rhynchosporion, Păduri acidofile de stejar bătrân cu Quercus robur pe câmpii nisipoase, Mlaștini împădurite.
La baza desemnării sitului se află o specie protejată de  nevertebrate: libelule (Leucorrhinia pectoralis).